# Бівонджі
Бівонджі (італ. Bivongi, сиц. Bivungi) — муніципалітет в Італії, у регіоні Калабрія,  метрополійне місто Реджо-Калабрія‎.
Бівонджі розташоване на відстані близько 510 км на південний схід від Рима, 50 км на південь від Катандзаро, 85 км на північний схід від Реджо-Калабрії.
Населення — 1377 осіб (2014).
Щорічний фестиваль відбувається 8 вересня. Покровитель — святий Іван Хреститель.

## Демографія
Населення за роками:

Станом на 1 січня 2023 року в муніципалітеті офіційно проживало 38 іноземців з 10 країн, серед них 7 громадян країн Євросоюзу та 11 громадян України.

## Сусідні муніципалітети
- Гуардавалле
- Паццано
- Стіло